# Электротепловая аналогия

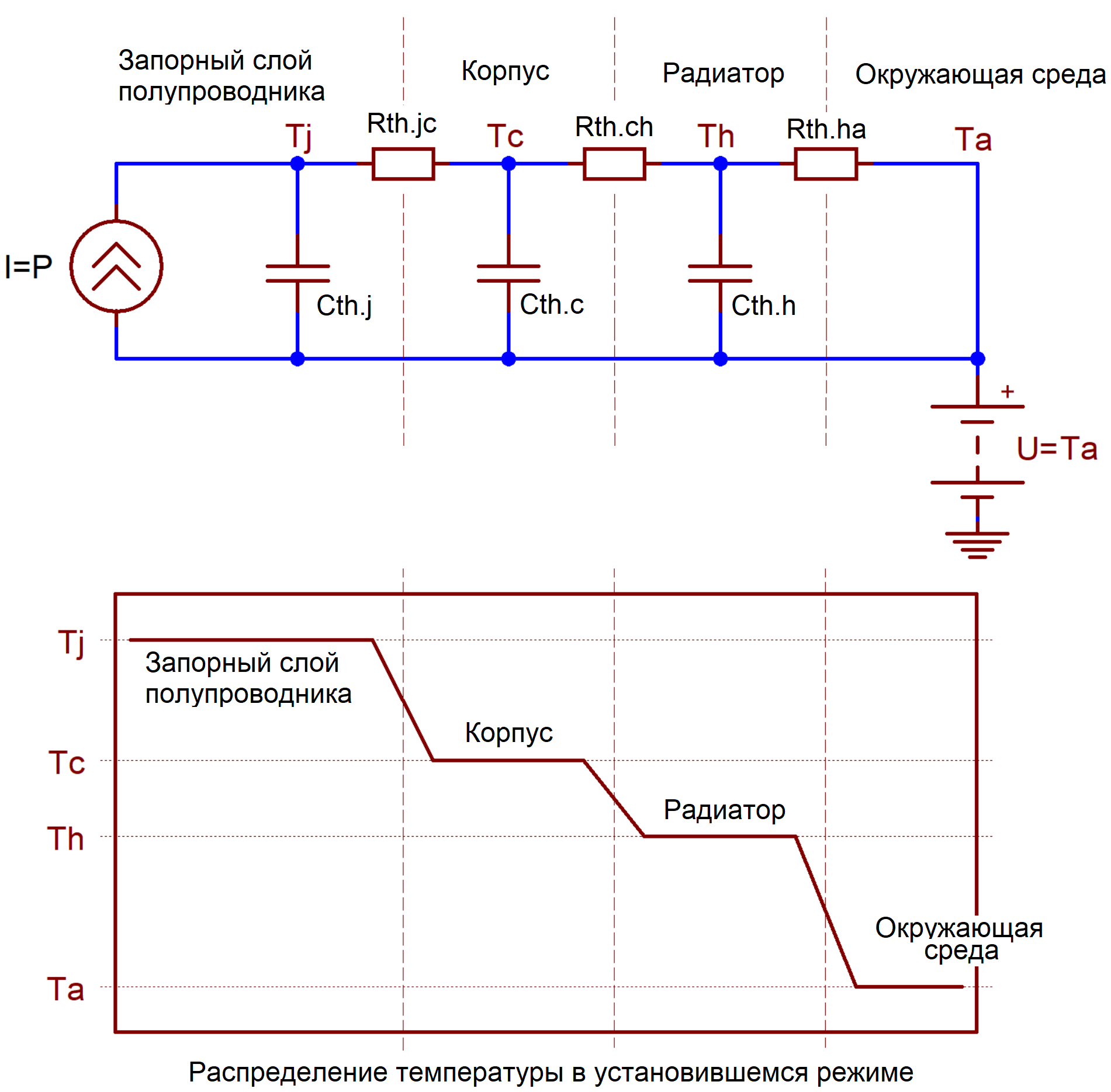
Тепловая RC-модель транзистора, установленного на радиаторе. Тепловые сопротивления Rth характеризуют установившийся режим, теплоёмкости Cth — переходные процессы при изменении выделяемой на коллекторе мощности P. Теплоёмкость окружающей среды полагается бесконечно большой.

Электротепловая аналогия — метод расчёта тепловых систем, основанный на расчёте эквивалентных электрических схем. Для этого тепловые величины (температура, количество теплоты, тепловой поток…) заменяются их электрическими аналогами (напряжение, заряд, ток…). Затем составляется эквивалентная электрическая схема и находится искомая тепловая величина. Метод опирается на тождество математического аппарата теплофизики и электротехники: распространение тепла и электрического тока описывается одними и теми же дифференциальными уравнениями, при этом измерение электрических характеристик реальных объектов гораздо проще. Теория расчёта электрических цепей хорошо изучена, существует много различных методов расчёта, а также компьютерных программ, выполняющих необходимые вычисления. Поэтому, приведя тепловую схему к её электрическому аналогу, уже не составит большого труда произвести необходимые вычисления.

## Электрические аналоги тепловых величин
В электротепловой модели аналогом абсолютной температуры тела выступает его электрический потенциал относительно условного «нуля» (потенциала земли), аналогом разницы температур между двумя телами — электрическое напряжение между ними. Выделяемые тепловые мощности и потоки тепловой энергии моделируются электрическими токами, тепловые сопротивления тел — электрическими сопротивлениями, теплоёмкость тел — электрическими ёмкостями. Теплоёмкость окружающей среды в простейшей модели бесконечно велика, а её температура постоянна — поэтому окружающая среда моделируется как идеальный источник напряжения. Понятие индуктивности в электротепловой аналогии отсутствует: она оперирует только электрическими, но не магнитными характеристиками.
| Тепловая характеристика | Ед.изм.     | Электрический аналог          | Ед.изм. |
| ----------------------- | ----------- | ----------------------------- | ------- |
| Температура             | К или °C    | Напряжение                    | В       |
| Количество теплоты      | Дж или Вт•с | Заряд                         | Кл      |
| Тепловой поток          | Вт          | Ток                           | А       |
| Тепловое сопротивление  | К/Вт        | Сопротивление                 | Ом      |
| Теплоёмкость            | Дж/К        | Ёмкость                       | Ф       |
| Источник тепла          |             | Идеальный источник тока       | А       |
| Окружающая среда        |             | Идеальный источник напряжения | В       |

## Экспериментальное макетирование
Электротепловая модель может применяться для физического, экспериментального макетирования тепловых процессов в телах сложной формы:
- При двумерном моделировании макет исследуемого тела вырезается из листа электропроводящей бумаги. По периметру вырезанной фигуры устанавливаются медные шины, на которые подаются электрические напряжения «источника тепла» и «окружающей среды». Протекающий между шинами ток, соответствующий тепловому потоку от источника тепла к окружающей среде, сопоставляется с эталонным током, протекающим в образцовом макете прямоугольной формы[2].
- При трёхмерном моделировании исторически применялись сосуды сложной формы, заполненные электролитом.

## Модели с сосредоточенными параметрами

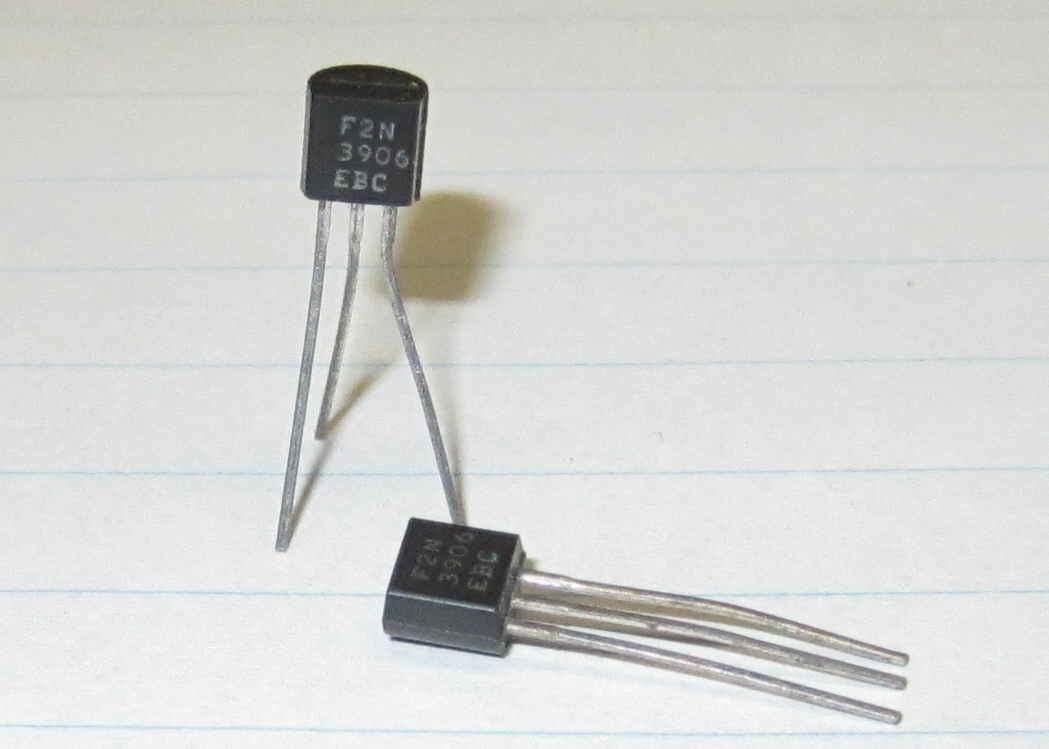
Полное тепловое сопротивление R_{th.ja} транзистора в распространённом пластмассовом корпусе TO92 составляет 200 К/Вт. При рассеянии на коллекторе мощности 500 мВт температура кристалла превысит температуру окружающей среды на 100 К. Температура кристалла приблизится к предельным для кремния 150 °С; дальнейшее увеличение мощности невозможно.

В практической электронике наиболее распространены упрощённые тепловые модели электронных приборов, в которых тепловые процессы сведены к электронным схемам с сосредоточенными параметрами. В простейшей резисторной модели каждое физическое тело (слой полупроводника, кристаллодержатель, корпус прибора, теплоотвод и т. п.) считается эквипотенциальным и соответствует узлу принципиальной схемы; выделение тепла происходит на переходах между телами (переход кристалл-кристаллодержатель, кристаллодержатель-корпус и т. п.). В резисторно-конденсаторной модели, учитывающей переходные тепловые процессы, к узлам и сопротивлениям простейшей модели добавляются ёмкости, накапливающие тепловую энергию. Модели реальных устройств могут содержать петли отрицательной либо положительной обратной связи.
В тепловом расчёте силовых электронных приборов, устанавливаемых на радиаторах, обычно применяется деление на три составляющие — запорный слой полупроводника («кристалл»), корпус и радиатор, сообщающийся с окружающей средой. Соответственно, в расчёте фигурируют три тепловых сопротивления — Rth.jc (запорный слой — корпус), Rth.ch (корпус — радиатор) и Rth.hа (радиатор — окружающая среда). В документации на электронные приборы обычно указываются комплексные, интегральные показатели:
- для приборов сквозного монтажа — тепловое сопротивление запорный слой — окружающая среда при вертикальном монтаже на горизонтальную плату Rth.ja[6].
- для приборов поверхностного монтажа — тепловое сопротивление запорный слой — точка пайки на плату Rth.js[6];
- для силовых транзисторов и интегральных схем, устанавливаемых на радиатор — тепловое сопротивление запорный слой — окружающая среда при вертикальном монтаже на горизонтальную плату без радиатора Rth.ja и тепловое сопротивление запорный слой-корпус Rth.jc[6].

Международные нормы, определяющие порядок испытаний и расчёта тепловых сопротивлений электронных приборов, изложены в тринадцати стандартах JEDEC семейства JESD51. Порядок измерения наиболее часто применяемой характеристики, Rth.ja, не нормирован: создание общей нормы, применимой ко всем типам приборов и всем условиям их эксплуатации, оказалось практически невозможным.
Теплоёмкости реальных приборов, как правило, недоступны и могут быть лишь грубо оценены, исходя из их физических размеров. Публикации реальных данных, измеренных заводскими лабораториями, относительно редки. Например, для мощного транзистора MJE15023 производства Motorola (максимальный ток коллектора 16 А) теплоёмкость кристалла равна 0,1 Дж/К, теплоёмкость корпуса TO-3 3 Дж/К, а теплоёмкости типичных алюминиевых радиаторов измеряются сотнями Дж/К. Разрыв между теплоёмкостями транзистора и радиатора столь велик, что теплоёмкостью транзистора можно пренебречь. Исключение — устройства с тепловой обратной связью, в которых датчик температуры мощного транзистора установлен не на общем радиаторе, а непосредственно на корпусе транзистора.